# Maroneia - Spilaion
Das FFH-Gebiet Maroneia - Spilaion (griechisch Μαρώνεια – Σπήλαιον ‚Maronia-Höhle‘) liegt im Nordosten Griechenlands. Es gehört zum europäischen Schutzgebiets-Netz Natura 2000.
Das etwa 2,8 ha große Schutzgebiet umfasst eine einzelne Tropfsteinhöhle mit zwei kleinen Seen. Sie wird auch als „Höhle des Kyklopen Polyphem“ bezeichnet. In der Höhle wurden zahlreiche archäologische Artefakte aus dem Neolithikum und der byzantinischen Zeit gefunden. Sie ist ein bedeutendes Quartier für Fledermäuse. 
Das Gebiet ist das kleinste FFH-Gebiet Griechenlands. Es wurde im Jahr 1996 als FFH-Gebiet vorgeschlagen. 2006 erfolgte die Bestätigung als Gebiet gemeinschaftlicher Bedeutung (SCI) und 2011 die Ausweisung als Besonderes Erhaltungsgebiet (SAC).

## Schutzzweck
Folgende Lebensraumtypen nach Anhang I der FFH-Richtlinie sind für das Gebiet gemeldet:
| EU Code | * | Lebensraumtyp (offizielle Bezeichnung) | Fläche [ha] |
| ------- | - | -------------------------------------- | ----------- |
| 8310    |   | Nicht touristisch erschlossene Höhlen  |             |